# Zauberer

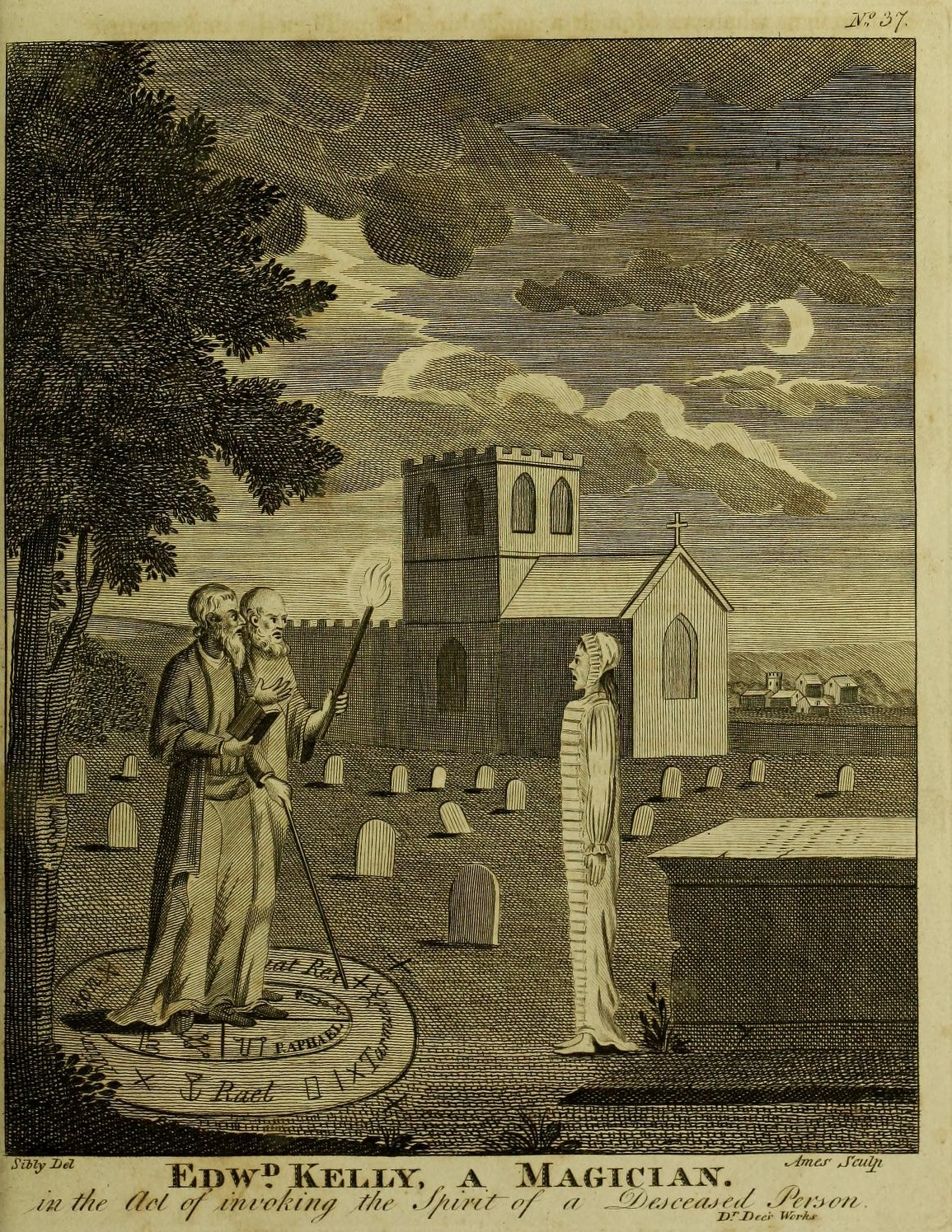
Die Zauberer John Dee und Edward Kelley rufen den Geist eines Toten hervor. Kupferstich in einem Buch über Astrologie und Okkultismus von 1806.

Zauberer oder Magier sind Personen, die Magie praktizieren, also beanspruchen, durch ihre Handlungen übernatürliche Wirkungen zu erzielen. Im Gegensatz zu Priestern einer Religion, die auch dergleichen Ansprüche erheben, handelt der Zauberer aufgrund eines besonderen, nicht allgemein zugänglichen (also esoterischen bzw. okkulten) Wissens oder besonderer Fähigkeiten. Die Unterscheidung zwischen einem Zauberer und zum Beispiel einem Wunder wirkenden Heiligen ist unscharf und drückt im Grunde ein Werturteil aus.
Die Tätigkeit wird Zauberei bzw. Zauber, früher auch Zauberkunst, genannt. Die bei einem Zauber zur Wirkung kommende Kraft wird Zauberkraft (lateinisch: vis magiae, vis magica) genannt.

## Begriffsgeschichte
Der Begriff „zaubern“ stammt von dem mittelhochdeutschen zouber, dem althochdeutschen zaubar und wohl dem mittelniederländischen tover für „Zauberei“ ab, was sich vermutlich von dem altenglischen/altsächsischen Wort teafor für „rote Farbe, Ocker, Rötel“ ableitet, die für das Schreiben von Runen verwendet wurde. Da der Begriff „Runen“ etwa „geheimes Wissen“ bedeutet, ist ein Zauberer daher ein „Wissender“.
Die feminine Wortbildung Zauberin (statt der Falschschreibung Zaubererin) gilt als Beispiel für eine Haplologie.
In früheren Kulturen sowie bei den Anhängern der meisten ethnischen Religionen unterschied man bei der Wahrnehmung der Umwelt nicht zwischen Profanem und Spirituellem, sondern interpretierte alles magisch, so auch das Wissen (siehe auch: Wildes Denken). Die Bedeutung des Begriffs „Zauberer“ als „Wissender“ ist identisch bei den persischen Magiern, dem lateinischen vates, den keltischen Druiden (Drui), den Derwischen und den englischen wizards und witches. Auch der altägyptische Gott Thot war gleichermaßen für Schrift, Wissenschaft und Magie zuständig. Zauberer waren also ursprünglich Wissenschaftler und Intellektuelle, aber auch religiöse Spezialisten wie die Geisterbeschwörer etlicher Völker. Während die Begriffe „Zauberer“, „zaubern“ und „Zauberkunst“ auch für Zauberei im magischen Sinne stehen, verwendet man die Bezeichnung Zauberkünstler ausschließlich für täuschende Unterhaltungskünstler.

## Verhältnis von Zauberern zu religiösen Wundertätern (abwertender Zaubererbegriff)

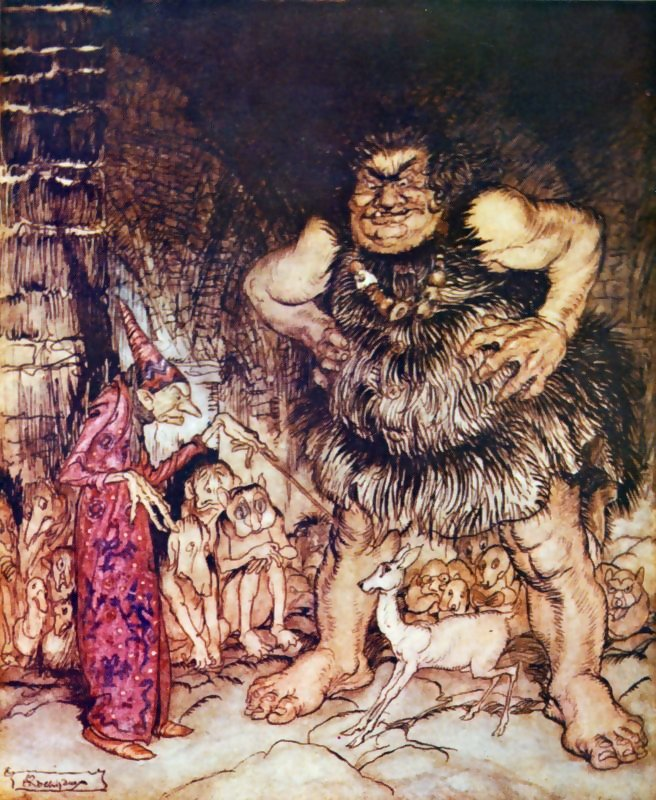
Zauberer und Riese

Den meisten Religionen sind Berichte von Wundern und wundertätigen Menschen zu eigen; auch werden alltägliche Geschehnisse wie Glück, Genesung von Krankheiten usw. oft religiös begründet. Beanspruchen Menschen Heilerfolge etc. für sich, ohne dabei im Namen der herrschenden Religion aufzutreten, werden deren Fähigkeiten in vielen Kulturen nicht als religiös, sondern als etwas anderes, eben Zauberei, interpretiert. Bereits im Codex Hammurabi wurde Zauberei verboten, woraus folgt, dass Zauberei etwas von der Religion verschiedenes war. Auch in der ägyptischen Mythologie wurde zwischen Religion und Zauberei unterschieden, wobei Priester jedoch durchaus zugleich Zauberer sein konnten wie etwa Imhotep.
Im religiös toleranten Rom wurden die Dienste keltischer Seher bis ins vierte Jahrhundert akzeptiert, bis schließlich eine staatliche Verfolgung gegenüber allem einsetzte, was der Staatsreligion widersprach. Die römische Kirche übernahm dieses Konzept, diskreditierte andere Religionen als Aberglaube und Zauberei. Insbesondere bei der Christianisierung der keltischen Gebiete wurden zwar vorgefundene Strukturen übernommen, jedoch in christliche umdefiniert und die druidischen Wurzeln verbrämt. So machte die christianisierte Geschichtsschreibung aus dem Druiden Myrddin den heidnischen Zauberer Merlin, der sich nur scheinbar dem Christentum unterordnete. Aus den bei den Kelten selbstverständlichen Druidinnen wurden Hexen.
Die unterschiedliche Bewertung ähnlicher Sachverhalte wird besonders deutlich beim biblischen Wettstreit zwischen Simon Magus und Petrus, von denen identische Taten berichtet werden. In christlich geprägten Kulturen sind Hellseher, Astrologen und Geisterbeschwörer stark verbreitet, was in der Bevölkerung oft nicht als unüberwindlicher Widerspruch empfunden wird. Dennoch wird die Bezeichnung „Zauberer“ in diesem Zusammenhang stets abwertend verwendet, zumal die Bibel Zauberei verbietet (Exodus 22,17 Denn die Zauberer sollst du nicht am Leben lassen.). Der Gott der Bibel beansprucht als Schöpfer alleinige Macht über alles Übernatürliche. Er beruft durch seinen (Heiligen) Geist Menschen mit übernatürlichen Gaben (im Neuen Testament oft: Geistesgaben). Alle anderen übernatürlichen Gaben und Fähigkeiten werden abgelehnt.
Naturwissenschaftler mit teilweise christlicher Prägung und Techniker wie Albertus Magnus, Nostradamus oder Gutenberg wurden von ihrer unverständigen Umwelt häufig der Zauberei verdächtigt.
Mit Beginn der Neuzeit setzte die Hexenverfolgung ein. Nicht zuletzt deshalb sind in den Märchen Hexen und Zauberer meist auf der Seite des Bösen zu finden (z. B. bei Hänsel und Gretel).

## Verhältnis von Zauberern zur Politik („Hofmagier“)
In vielen Kulturen haben sich Machthaber auf Druiden, Medizinmänner und Schamanen gestützt, um ihren Machtanspruch religiös zu festigen. Druiden waren daneben auch als Kundschafter und Berater tätig und ersannen Kriegslisten wie das Einnebeln von Kampfplätzen durch Verbrennung von Eschenholz. Auch nach Christianisierung der ehemals keltischen Gebiete fuhren viele Fürsten zweigleisig, indem sie die Heilkünste, Horoskope und Prophezeiungen der Druiden in Anspruch nahmen. Da die Druiden sehr gelehrt waren, die schönen Künste wie etwa Musik pflegten und im Volk nach wie vor Ansehen genossen, vermittelten sie nunmehr als Barden ihrem jeweiligen Mäzen hohen Status. Selbst Karl der Große hielt sich einen Hofastrologen, obwohl er konform mit der Kirche seinen Untertanen Astrologie verbot. Das französische Synonym für Zauberer, enchanteur (englisch: enchanter), erinnert an deren kulturelle Funktion. Prominentestes Beispiel für einen Zauberer als politische Integrationsfigur ist Merlin, dessen Mythos im 12. Jahrhundert in der Artussage dazu benutzt wurde, um den Inhaber des walisischen Drachenthrons zu legitimieren und der Nation eine identitätsstiftende Nationalgeschichte zu bieten.
Bis ins 17. Jahrhundert erwarteten Adelige auch von christlichen Wissenschaftlern Zukunftsvorhersagen etwa mittels der an sich unchristlichen Astrologie. In den letzten Jahrhunderten bewegten sich einzelne Zauberer im Dunstkreis der Macht wie Cagliostro, Rasputin und Hanussen. Noch im 20. Jahrhundert versprachen sich Staatslenker westlicher Nationen etwa von Astrologen taktisch verwertbare Informationen.

## Verhältnis von Zauberern im magischen Sinn zu Täuschungskünstlern
Da Zauberern und insbesondere religiös akzeptierten Wundertätern (siehe Wunder#Wunder in der Neuzeit) sowie Priestern eine hohe soziale Stellung zuteilwird, ist die Versuchung naheliegend, sich diesen Status durch Täuschungsmanöver zu erschleichen. Antike Tempelmagier, Fakire und Hellseher arbeiteten oft mit Tricks oder nutzten ihren Wissensvorsprung über Naturgesetze. Bekannt ist Alexander von Abonuteichos, der im 2. Jahrhundert n. Chr. einen Kult begründete und sich dabei auch vorgeblicher Zaubertricks bediente. Der berühmteste Scharlatan der frühen Neuzeit war „Graf“ Cagliostro. Um der Hexenverfolgung mit Aufklärung zu begegnen, verfasste Reginald Scot 1584 A Discovery of Witchcraft, das erstmals die Tricks der Gaukler offenlegte, um wenigstens diese zu schützen. Unterhaltsam auftretende Zauberkünstler, die bis ins 19. Jahrhundert durchaus offenließen, welcher Natur ihre Fähigkeiten waren, fühlten sich traditionell zur Enthüllung ihrer Meinung nach betrügerischer Wundermenschen herausgefordert: An dem viktorianischen Geisterbeschwörer Daniel Dunglas Home rieben sich die prominenten Illusionisten John Henry Anderson und John Nevil Maskelyne. Starzauberkünstler Harry Houdini machte die Enttarnung von betrügerischen Spiritisten zu seiner Lebensaufgabe. Auch Fredo Marvelli demaskierte mit Vorliebe falsche Hellseher. New-Age-Magier Uri Geller sieht sich seit über drei Jahrzehnten mit dem Illusionisten James Randi konfrontiert, der die Existenz echter Zauberer bezweifelt und zum Begründer der Skeptiker-Bewegung wurde. Manchen getarnten Zauberkünstlern gelang es, in Laborversuchen Parapsychologen von ihren zauberischen Fähigkeiten zu überzeugen, siehe Projekt Alpha. Zu den klassischen Streitfragen unter den Zauberkünstlern gehört die Diskussion, inwieweit es ethisch vertretbar ist, zu Unterhaltungszwecken als echter Gedankenleser oder Hellseher zu posieren (Mentalisten) und hierdurch irreführende Referenzen für insoweit Aufgeschlossene zu schaffen.

## Zaubersprüche
Während praktisch in allen Kulturen magische Beschwörungsformeln praktiziert wurden, spielte bei den Kelten das gesprochene Wort eines Druiden eine besonders wichtige Rolle. So konnten Druiden auf einem Kampfplatz eine drohende Schlacht durch ein entsprechend autoritäres Wort verbieten. Flüche von Druiden waren eine sehr ernstzunehmende Strafe, und die Verbannung vom gemeinsamen Opfer (analog der Exkommunikation) das Ende der jeweiligen gesellschaftlichen Existenz. Der geheimnisvolle Nimbus der druidischen Verbalmagie rührte auch von dem Umstand her, dass die Druiden keinerlei Schrift verwendeten, es sich also um Geheimwissen handelte. (Die Druiden selbst benutzten auch nicht etwa Runen, was nicht ausschließt, dass diese „für den Privatgebrauch“ für magische Zwecke benutzt wurden.) Wie Tacitus schreibt, verfehlten die eindrucksvollen Verfluchungen des Gegners vor Schlachten durch furiose Druidinnen nicht ihre einschüchternde Wirkung.

## Zauberpraktiken

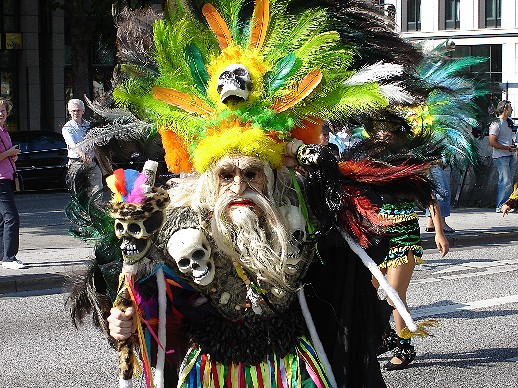
Tracht des Zauberers beim bolivianischen Tanz Tobas

Von Zauberern wurde stets die Erfüllung primärer Bedürfnisse verlangt wie Heilung von Krankheiten, Vorhersage und Beeinflussung des Wetters, Prophezeiungen aller Art und Begünstigung in jeder Lebenslage. Hierzu war oft ein Opfer erforderlich. Neben ihren magischen Fähigkeiten betätigten sich Zauberer aller Kulturen als Ratgeber, Lehrer, Richter, Wissenschaftler und Künstler. Viele Praktiken waren Zauberern vorbehalten, setzten etwa eine abgeschlossene Druidenausbildung voraus, während andere Praktiken wie die Verwendung von Amuletten und ähnlichem auch von Laien durchgeführt werden konnten.

## Rolle der Zauberer in Literatur und Film
Während Zauberer in der christlichen Geschichtsschreibung stets negativ bewertet wurden und ihnen dementsprechend in den Märchen meist die Rolle des bösen Zauberers zugewiesen wurde, erfuhren die europäischen Zauberer-Sagen in der Epoche der Romantik eine positive Beachtung. Insbesondere am Zauberer-Archetyp Merlin zeigte die Literatur großes Interesse. Die beliebte Figur dieses meist als weißbärtig dargestellten Zauberers, der als weiser Lehrer den Waisenjungen Artus auf seine Mission als Auserwählter vorbereitet, kehrt in den populären Geschichten unserer Tage wieder in Form der meist nordischen Zauberer Gandalf, Miraculix und Albus Dumbledore. Literarische Zauberer sind meistens gebildet und technikverständig, zeichnen sich jedoch wie die Druiden durch ein hohes Maß an Naturverbundenheit aus. Sie stehen in einem fundamentalen Widerspruch zur aufgeklärten und technologisierten Welt, der in den Menschen eine verloren gegangene Sehnsucht nach Spiritualität und Übersinnlichem anspricht. Insbesondere mit dem Aufkommen der Fantasy-Literatur im 20. Jahrhundert hat sich das negativ geprägte Verhältnis zu Zauberern nahezu umgekehrt. Gandalf und Miraculix als Vertreter der (guten) „weißen“ Magie sind freundliche ältere Herren. Die Ausübung der Magie wird in der Fantasy oft an eine mengenmäßig begrenzte Energie (z. B. Mana) geknüpft. In Rollenspielen sind die Magier eine beliebte Charakterklasse.

## Zauberer im Sinne von Täuschungskünstlern
Umgangssprachlich werden seit dem 18. Jahrhundert auch Zauberkünstler, Illusionisten und Taschenspieler als „Zauberer“ oder „Magier“ bezeichnet. Zauberkunst in diesem Sinn ist die Kunst, Illusionen entstehen zu lassen, die durch Tricks und Kommunikation mit dem Betrachter zustande kommen.

## Berühmte Zauberer

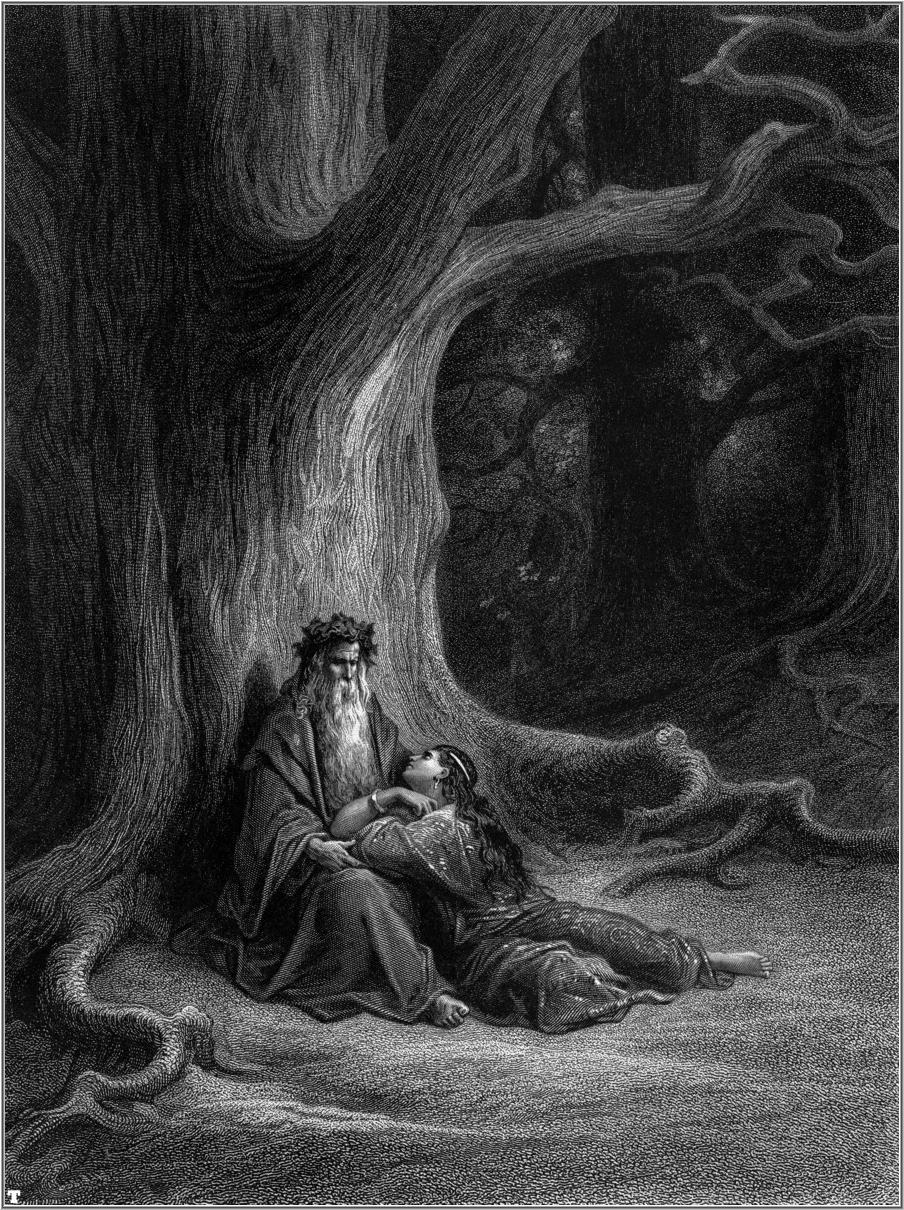
Merlin

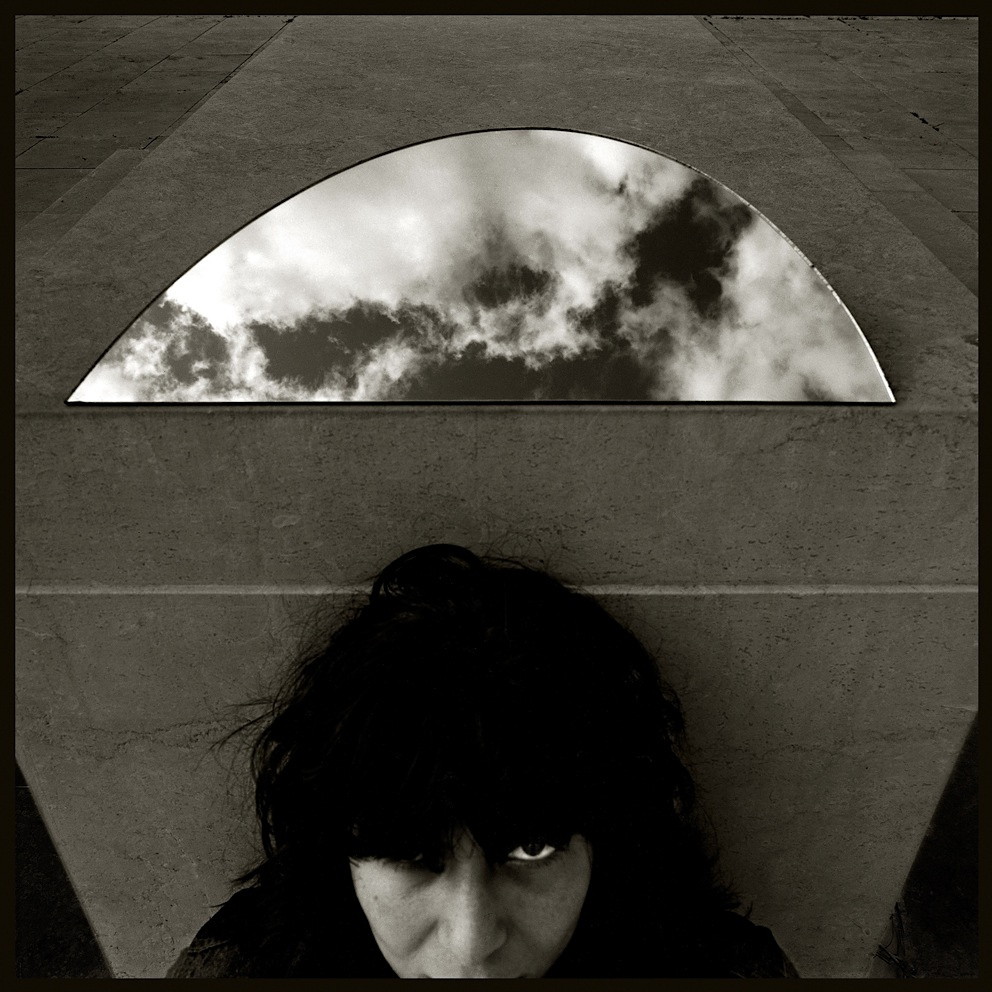
Zauberin (Augusto De Luca, 1980)

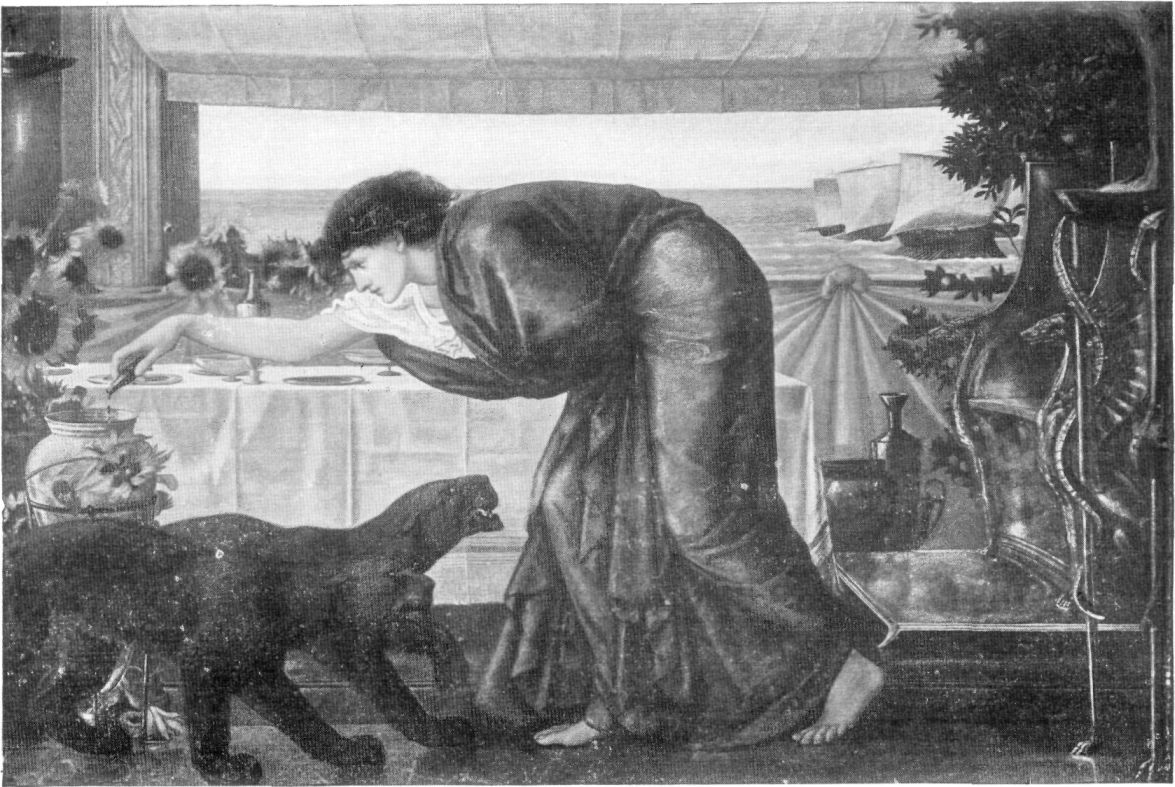
Kirke

### Zauberer in Sagen und Überlieferungen
- Merlin
- Dedi
- Kirke
- Krabat
- Simon Magus
- Taliesin
- Hermogenes
- Klingsor
- Vergil

### Mutmaßliche Magier
- Imhotep
- Albertus Magnus
- John Dee
- Roger Bacon
- Michael Scotus
- Abraham von Worms
- Paracelsus
- Agrippa von Nettesheim
- Johann Georg Faust
- Alessandro Cagliostro
- Daniel Dunglas Home
- Grigorij Rasputin
- Mina „Margery“ Crandon
- Erik Jan Hanussen
- Aleister Crowley
- Austin Osman Spare
- Julius Evola
- Franz Bardon

### Zauberer in klassischer Literatur
- Prospero aus Der Sturm (Shakespeare)
- Fristón aus Don Quijote (Miguel de Cervantes)

### Einige fiktive Zauberer des 20./21. Jahrhunderts
- Gandalf, Saruman und Radagast aus J. R. R. Tolkiens Der Herr der Ringe.
- Der Zauberer von Oz
- Miraculix aus Asterix
- Catweazle
- Schmendrick Gefährte des letzten Einhorns
- Pondorondo in Unser Sandmännchen
- Pan Tau
- Petrosilius Zwackelmann aus Der Räuber Hotzenplotz von Otfried Preußler
- Rumburak aus Die Märchenbraut
- Tim, der Zauberer aus Die Ritter der Kokosnuß
- Tomtidom aus Das Geheimnis des siebten Weges von Tonke Dragt
- Rincewind und die Zauberer der Unsichtbaren Universität in Ankh-Morpork auf der Scheibenwelt.
- Harry Potter und weitere Figuren der Harry-Potter-Romane
- Gargamel/Gurgelhals, der Feind der Schlümpfe
- Homnibus aus Johann und Pfiffikus
- Dallben und Arawn aus Die Chroniken von Prydain von Lloyd Alexander
- Simon the Sorcerer
- Mario und der Zauberer
- Harry Dresden und weitere Figuren aus Jim Butchers The Dresden Files, sowie der gleichnamigen Fernsehserie
- Tom Clarke und Ursula Crowe aus Wizards vs Aliens
- Willibald der Zauberlehrling
- Wonder aus der Kammeroper Amorys
- Die Zauberer vom Waverly Place
- Die Mächtigen Drei aus Charmed – Zauberhafte Hexen
- Tarabas aus Prinzessin Fantaghirò
- Zauberer Ogion und Zauberer Ged aus Erdsee